# Grand Prix de Fourmies 2007
Il Grand Prix de Fourmies 2007, settantacinquesima edizione della corsa e valida come evento dell'UCI Europe Tour 2007, si svolse il 16 settembre 2007, per un percorso totale di 200 km. Fu vinto dallo slovacco Peter Velits che giunse al traguardo con il tempo di 4h25'32" alla media di 45,192 km/h.
Partenza con 168 ciclisti, dei quali 31 portarono a termine il percorso.

## Squadre e corridori partecipanti
| N.      | Cod. | Squadra                          |
| ------- | ---- | -------------------------------- |
| 1-8     | FDJ  | Française des Jeux               |
| 11-18   | LIQ  | Liquigas                         |
| 21-28   | A2R  | AG2R Prévoyance                  |
| 31-38   | QSI  | Quick Step-Innergetic            |
| 41-48   | PRL  | Predictor-Lotto                  |
| 51-58   | C.A  | Crédit Agricole                  |
| 61-68   | BTL  | Bouygues Télécom                 |
| 71-78   | COF  | Cofidis, le Crédit par Téléphone |
| 81-88   | UNI  | Unibet.com                       |
| 91-98   | AST  | Astana Team                      |
| 101-108 | BAR  | Barloworld                       |

| N.      | Cod. | Squadra                        |
| ------- | ---- | ------------------------------ |
| 111-118 | AGR  | Agritubel                      |
| 121-128 | WIE  | Team Wiesenhof-Felt            |
| 131-138 | LPR  | LPR                            |
| 141-148 | ASA  | Acqua & Sapone-Caffè Mokambo   |
| 151-158 | JAC  | Chocolade Jacques-Topsport Vl. |
| 161-168 | AUB  | Auber 93                       |
| 171-178 | LAN  | Landbouwkrediet-Tönissteiner   |
| 181-188 | TCS  | Tinkoff Credit Systems         |
| 191-198 | BAL  | Bretagne-Armor Lux             |
| 201-208 | RLM  | Roubaix-Lille Métropole        |
| 211-218 | TEN  | Tenax-Salmilano                |

## Ordine d'arrivo (Top 10)
| Pos. | Corridore              | Squadra     | Tempo    |
| ---- | ---------------------- | ----------- | -------- |
| 1    | Peter Velits           | Wiesenhof   | 4h25'32" |
| 2    | Daniele Nardello       | LPR         | s.t.     |
| 3    | Baden Cooke            | Unibet.com  | s.t.     |
| 4    | Manuel Quinziato       | Liquigas    | s.t.     |
| 5    | Simon Gerrans          | AG2R Prév.  | a 14"    |
| 6    | José Enrique Gutiérrez | LPR         | s.t.     |
| 7    | Christophe Diguet      | Auber 93    | a 17"    |
| 8    | Bram Tankink           | Quick Step  | s.t.     |
| 9    | Vasil' Kiryenka        | Tinkoff     | a 23"    |
| 10   | Frederik Veuchelen     | Ch. Jacques | a 2'47"  |